# Jalen Smith
Jalen Rasheed Smith (Virgínia, 16 de março de 2000) é um jogador norte-americano de basquete profissional que atualmente joga no Chicago Bulls da National Basketball Association (NBA).
Ele jogou basquete universitário pelo Maryland Terrapins e foi selecionado pelo Phoenix Suns como a 10º escolha geral no draft de 2020 da NBA. Durante sua temporada de novato, ele chegou às Finais da NBA. Em fevereiro de 2022, ele foi negociado com os Pacers.

## Início da vida e carreira no ensino médio
Filho de Charles e Orletha Smith, Jalen nasceu em Portsmouth, Virginia. Ele tem uma irmã chamada Kiara Smith. Smith estudou na Mount Saint Joseph High School em Baltimore, Maryland, onde teve médias de 22,2 pontos, 12,0 rebotes e 4,0 bloqueios em seu último ano e ganhou vários prêmios.

### Recrutamento
Smith foi classificado entre os 25 melhores candidatos da classe de recrutamento de 2018 pela Rivals, 247Sports e ESPN. Ele também foi classificado como um dos melhores candidatos em sua posição por todos os três sites.
| Nome | Cidade Natal                           | Escola                  | Altura              | Peso           | Data                |
| --- | -------------------------------------- | ----------------------- | ------------------- | -------------- | ------------------- |
| Jalen Smith PF | Baltimore, MD                          | Mount Saint Joseph (MD) | 6 ft 10 in (2.08 m) | 198 lb (90 kg) | 26 de Junho de 2017 |
| Jalen Smith PF | Recrutamento: Rivals: 247Sports: ESPN: |                         |                     |                |                     |
| - Nota: Em muitos casos, Scout, Rivals, 247Sports e ESPN podem entrar em conflito em suas listas de altura e peso, nestes casos, a média foi obtida. - Fonte: |                                        |                         |                     |                |                     |

## Carreira universitária

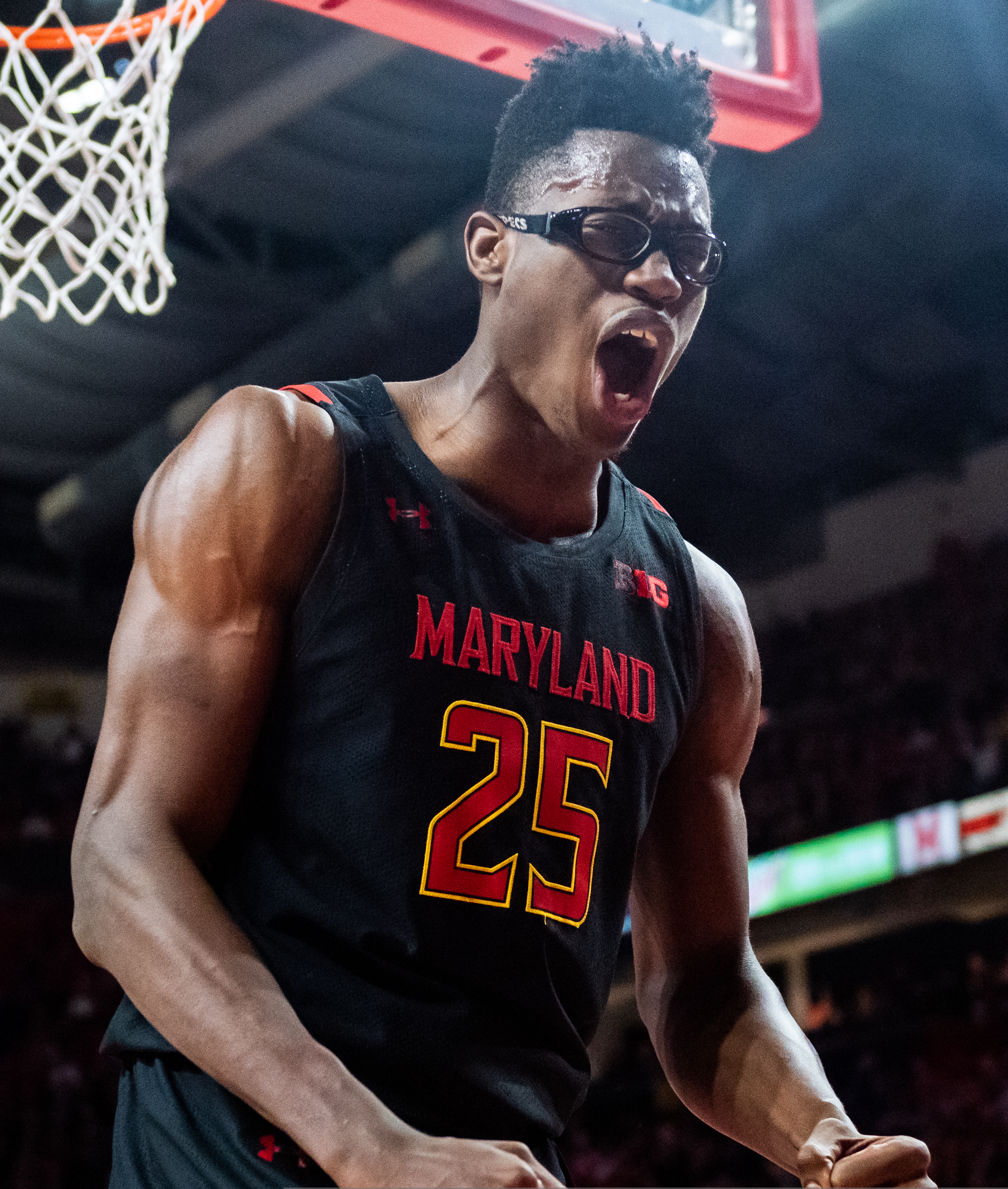
Smith em Maryland em 2020.

Em 8 de novembro de 2017, Smith assinou sua Carta de Intenções Nacional para jogar por Maryland após se comprometer verbalmente em junho. Ele selecionou Maryland em vez de programas como Villanova e Virginia.
Como calouro, ele teve médias de 11,7 pontos, 6,8 rebotes e 1,2 bloqueios. Ele registrou 19 pontos e 12 rebotes na vitória por 79-77 sobre Belmont na Rodada de 64 do Torneio da NCAA. No jogo seguinte, uma derrota por 69-67 para LSU, Smith terminou com 15 pontos, oito rebotes e cinco bloqueios.
Em 4 de dezembro de 2019, Smith teve 15 pontos e 16 rebotes na vitória por 72-51 contra Notre Dame. Em 21 de janeiro de 2020, ele registrou 25 pontos, o recorde de sua carreira, e 11 rebotes na vitória por 77-66 sobre Northwestern. No final da temporada regular, Smith foi nomeado para a Primeira-Equipe da Big Ten pelos treinadores e mídia e foi eleito para a Equipe Defensiva pelos treinadores. Ele foi nomeado para a Terceira-Equipe All-American pela Associated Press e Sporting News. Ele teve médias de 15,5 pontos, 10,5 rebotes e 2,4 bloqueios em seu segundo ano. Após a temporada, Smith se declarou para o draft da NBA de 2020.

## Carreira profissional

### Phoenix Suns (2020–2022)
Smith foi selecionado pelo Phoenix Suns como a décima escolha geral do draft da NBA de 2020. Em 24 de novembro de 2020, os Suns anunciaram que havia assinado um contrato de 4 anos e US$19 milhões com Smith.
Em 15 de fevereiro de 2021, depois de participar de apenas oito jogos, os Suns designaram Smith para o Agua Caliente Clippers da G-League. Em 26 de fevereiro de 2021, os Suns chamaram Smith de volta. Ele terminou sua temporada de estreia chegando às finais da NBA, mas os Suns foram derrotados em 6 jogos pelo Milwaukee Bucks.

### Indiana Pacers (2022–2024)
Em 10 de fevereiro de 2022, Smith foi negociado, junto com uma futura escolha de segunda rodada, com o Indiana Pacers em troca de Torrey Craig.
Em 1 de julho de 2022, Smith voltou a assinar com os Pacers em um contrato de dois anos e US$ 9,6 milhões. Após a assinatura, o técnico dos Pacers, Rick Carlisle, anunciou que Smith seria o titular e o considerou uma "parte importante do nosso futuro." Em 18 de novembro, Smith registrou 10 pontos, 18 rebotes e 3 bloqueios na vitória sobre o Houston Rockets. Em 27 de novembro, ele teve 23 pontos e 9 rebotes na derrota para o Los Angeles Clippers. Em dezembro, Smith seria transferido para o banco em favor de Aaron Nesmith e entraria e sairia da rotação dos Pacers nos meses seguintes.
Smith conquistou a posição de pivô reserva atrás de Myles Turner para a temporada de 2023–24. Em 8 de novembro de 2023, ele registrou seu primeiro duplo-duplo da temporada com 16 pontos, 11 rebotes, 2 roubos de bola e um bloqueio em uma vitória sobre o Utah Jazz.

### Chicago Bulls (2024–Presente)
Em 8 de julho de 2024, Smith assinou um contrato de três anos e US$ 27 milhões com o Chicago Bulls.

## Estatísticas da carreira

### NBA

#### Temporada regular
| Ano      | Equipe   | PJ  | PT | MPJ  | AP   | 3P   | LL   | RT  | AS  | BR | TO  | PPJ  |
| -------- | -------- | --- | -- | ---- | ---- | ---- | ---- | --- | --- | -- | --- | ---- |
| 2020–21  | Phoenix  | 27  | 1  | 5.8  | .440 | .235 | .714 | 1.4 | .1  | .0 | .2  | 2.0  |
| 2021–22  | Phoenix  | 29  | 4  | 13.2 | .460 | .231 | .769 | 4.8 | .2  | .2 | .6  | 6.0  |
| 2021–22  | Indiana  | 22  | 4  | 24.7 | .531 | .373 | .760 | 7.6 | .8  | .4 | 1.0 | 13.4 |
| 2022–23  | Indiana  | 68  | 31 | 18.8 | .476 | .283 | .759 | 5.8 | 1.0 | .3 | .9  | 9.4  |
| 2023–24  | Indiana  | 61  | 14 | 17.2 | .592 | .424 | .692 | 5.5 | 1.0 | .3 | .6  | 9.9  |
| Carreira | Carreira | 207 | 54 | 15.9 | .499 | .309 | .738 | 5.0 | .6  | .2 | .6  | 8.1  |

#### Playoffs
| Ano      | Equipe   | PJ | PT | MPJ | AP   | 3P    | LL   | RT  | AS | BR | TO | PPJ |
| -------- | -------- | -- | -- | --- | ---- | ----- | ---- | --- | -- | -- | -- | --- |
| 2021     | Phoenix  | 6  | 0  | 2.9 | .500 | 1.000 | —    | .8  | .2 | .0 | .0 | .8  |
| 2024     | Indiana  | 7  | 0  | 6.0 | .375 | .500  | .625 | 2.0 | .3 | .3 | .1 | 1.9 |
| Carreira | Carreira | 13 | 0  | 4.4 | .437 | .750  | .625 | 1.4 | .2 | .1 | .0 | 1.3 |

### Universitário
| Ano      | Equipe   | PJ | PT | MPJ  | AP   | 3P   | LL   | RT   | AS | BR | TO  | PPJ  |
| -------- | -------- | -- | -- | ---- | ---- | ---- | ---- | ---- | -- | -- | --- | ---- |
| 2018–19  | Maryland | 33 | 33 | 26.7 | .492 | .268 | .658 | 6.8  | .9 | .4 | 1.2 | 11.7 |
| 2019–20  | Maryland | 31 | 31 | 31.3 | .538 | .368 | .750 | 10.5 | .8 | .7 | 2.4 | 15.5 |
| Carreira | Carreira | 64 | 64 | 29.0 | .515 | .318 | .704 | 8.6  | .8 | .5 | 1.7 | 13.6 |

Fonte:

## Vida pessoal
Seu pai, Charles, é um marinheiro aposentado. Smith atende pelo apelido de "Stix", embora depois de crescer para a temporada de 2019-20, ele tenha sido referido como "Logs" pelo treinador principal Mark Turgeon.